# Дынников, Виктор Павлович
Виктор Павлович Дынников (род. 25 октября 1939, Уральск, Казахская ССР — 28 июля 2005 года, Владимир) — художник, владимирский живописец, портретист, график. Представитель альтернативного направления владимирской пейзажной школе. Картины В. П. Дынникова находятся в российских музеях и частных коллекциях по всему миру.

## Биография
Родился 25 октября 1939 года, в городе Уральск, Казахской ССР в семье кадрового военного. В юном возрасте В. П. Дынников занимался в изостудии города Уральска.
Служба в СА: 1958—1959 г.
Закончил 3 курса художественно-графического факультета Краснодарского педагогического института (1961—1963). В 1964 году поступил в Ленинградский институт живописи, скульптуры и архитектуры имени И. Е. Репина (академия художеств СССР) на кафедру Монументального искусства под руководством профессора Андрея Андреевича Мыльникова, окончил в 1970 году.

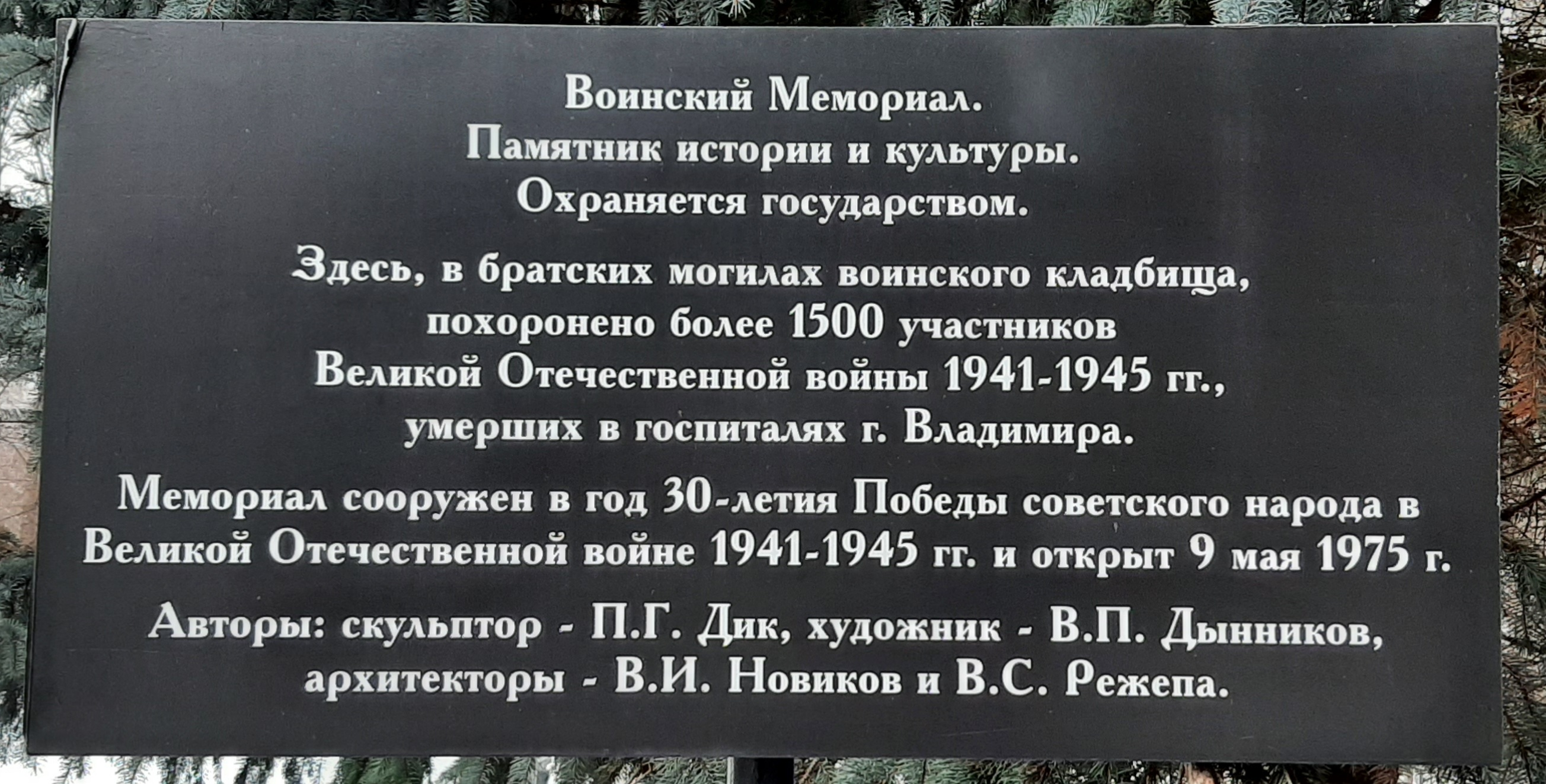
Воинский Мемориал Князь-Владимирского кладбища

В 1970 году по распределению жил и работал во Владимире по специальности художник-монументалист. Одну из наиболее значимых монументальных работ является комплекс Вечного огня на старом Князь-Владимирском кладбище. В эти годы в искусстве здесь главенствовало живописное направление, получившее название «Владимирской школы пейзажа». Первые годы были временем творческих исканий и серьёзных испытаний для молодого художника. Владимирская живопись вызывала у Дынникова интерес, но присоединяться к доминирующему стилю он не хотел, работая над собственно стилистикой.
Супруга — Аида Ивановна Дынникова, сын — Борис Викторович Дынников, дочь -Наталья Викторовна Дынникова.
С 1970 года являлся постоянным участником областных, региональных, республиканских художественных выставок.
В 1977 году стал членом Союза художников СССР. Первые работы выполнены в академической манере. В дальнейшем живопись художника претерпевает существенные изменения.
Персональная выставка художника (1989) была неоднозначно встречена и подверглась жесткой критике со стороны Обкома КПСС: «Нет положительного героя на выставке — бытовизм прёт!». Лишь после смерти художника прослеживается осознанный и непредвзятый интерес к его творчеству.
Умер 28 июля 2005 года во Владимире, похоронен на городском кладбище в Улыбышево.

## Анализ творчества
Искусство Дынникова носит на себе отпечаток его бунтарской, независимой личности. Свои произведения он строил как композиции крупных планов и цветовых пятен со сложной, изысканной фактурой. Живопись для него была сопряжена с постоянной внутренней работой, направленной на достижение идеальной точности образа минималистическими средствами.
Дынников с одинаковой страстью работал в пастели, гуаши, угле, часто варьируя один и тот же мотив в разных материалах в соответствии своим чувствам и пластическим ощущениям. Художник изучал окружающий мир при помощи искусства. Его волновали острые углы бытия, сложные человеческие типажи, яркие характеры. Особенно хочется выделить галерею женских образов. Здесь можно встретить огромное разнообразие и богатство типажей. Многочисленные портреты, натюрморты, пейзажи художника поражают высочайшим уровнем цветовой разработки, яркими композиционными решениями, живописной свободой. Корни искусства Виктора Павловича Дынникова лежат в европейском живописном наследии XX века, отечественной классической школе, а также, во владимирской земле, которую он любил и понимал по-своему.

## Cемья
Супруга — Дынникова Аида Ивановна (82 года)
Сын — Дынников Борис Викторович (54 года)
Дочь — Дынникова Наталья Викторовна (49 лет)

## Звания и награды
- Член Союза художников СССР (1977)[4]

## Выставки
С 2006 года работы В. П. Дынникова были показаны в более чем на 50 выставках, среди них 32 - персональных.
- 1970 — Областная юбилейная выставка
- С 1977 — Участник региональных, Российских и Всесоюзных выставок
- 1985 — 1-я персональная, Владимир
- 1989 — 2-я персональная, Владимир
- 1990 — Группа «Пять», Москва
- 1991 — Выставка ВОСХ в Финляндии, Керава
- 1991 — Выставка «Художники Владимирской земли», Москва
- 2002 — Выставка «Художники земли Владимирской», Ярославль
- 2003 — Региональная выставка, Липецк
- 2004 — З-я персональная, Владимир
- 2006 — Центр изобразительных искусств «Сто пастелей», Владимир
- 2006 — 5-й Салон искусств «Лучшие художественные галереи», Москва
- 2006 — Центральный Дом Художника, Москва
- 2006 — Галерея «ЕХРО-88»[9], Москва
- 2007 — 2-й Московский Международный фестиваль искусств «Традиции и современность», Москва
- 2007 — Центральный Дом Художника, Москва
- 2007 — «ХУДГРАФ». МГВЗ «Новый Манеж», Москва
- 2007 — «АРТ-МАНЕЖ». ХII Московская художественная ярмарка, ЦВЗ «Манеж», Москва
- 2007 — Галерея «ЕХРО-88»[9], Москва
- 2008 — Центральный Дом Художника, Москва
- 2008 — «АРТ-МАНЕЖ». ХIII Московская художественная ярмарка, ЦВЗ «Манеж», Москва
- 2008 — «АРТЕСАНИЯ». Московский государственный выставочный центр «Новый Манеж», Москва
- 2008 — Галерея «ЕХРО-88»[9], Москва
- 2009 — «ХУДГРАФ». МГВЗ «Новый Манеж», Москва
- 2009 — Галерея «Культпроект», Москва
- 2010 — Центральный Дом Художника, Москва[10]
- 2010 — Московский музей современного искусства, Москва
- 2011 — Галерея «ЕХРО-88»[9], Москва
- 2012 — Дом-музей М. С. Щепкина, Москва
- 2013 — Центральный Дом Художника, Москва
- 2013 — Дом кино СК РФ, Москва
- 2014 — Центральный Дом Художника, Москва[11]
- 2015 — Центральный Дом Художника, Москва[11]
- 2016 — ЦВЗ «Манеж», «Традиции и современность», Москва
- 2017 — Центральный Дом Художника, Москва[12]
- 2018 — Институт Русского Реалистического Искусства (ИРРИ) «На краю цвета»[13], Москва
- 2018 — Галерея «ФУТУРО», Нижний Новгород
- 2019 — КДК «Большевик»[14], Москва
- 2019 — Лофт-проект «ФАБРИКА», галерея «Русская старина», Владимир[15]
- 2020 — Галерея «АРДЖЕНТО»[16], Нижний Новгород
- 2020 — Центр изобразительных искусств, к 80-летию со дня рождения автора, Владимир[17]
- 2023 — Персональная выставка в ВСМЗ суздальский Кремль «Нездешний», Суздаль

## Музейные коллекции
— Московский музей современного искусства (Москва)
— Институт русского реалистического искусства (Москва)
— Историко-художественный музей (Ковров)
— Художественный музей (Александров)
— Историко-художественный музей (Муром)
— Приморской государственной картинной галерее
— Областной Центр изобразительного искусства (Владимир)
— Государственный Владимиро-Суздальский историко-архитектурный и художественный музей-заповедник (Владимир)
— Частные собрания России, Бельгии, Франции, США, Англии.